# Jacques Guille
Pour les articles homonymes, voir Guille.
Jacques Guille est un peintre français savoyard, né le 9 novembre 1814 à Saint-Jean-de-Maurienne et décédé le 9 décembre 1873 à Chambéry.

## Biographie
Jacques Guille naît 9 novembre 1814 à Saint-Jean-de-Maurienne, dans la vallée de la Maurienne qui a réintégré depuis le mois de mai le duché de Savoie.
Peintre académique, formé à l’Académie Royale des Beaux-Arts de Turin (où étudie Laurent Baud, peintre morzinois renommé en Savoie), et fervent admirateur d'Ingres, il se passionne très vite pour la peinture religieuse ce que vont lui reprocherses condisciples. Cette particularité de s'attacher à représenter des saints et orner des églises est liée à sa personnalité originale et sensible. 
Son œuvre la plus célèbre est Le Pain de Mai, toile monumentale représentant l'évêque Pierre II de Tarentaise distribuant du pain aux nécessiteux. Elle est exposée dans la cathédrale Saint-Pierre de Moûtiers. 
En 1839, il reçoit le prix de la Fondation Guy. Plusieurs de ses œuvres sont conservées à la cathédrale Saint-François-de-Sales de Chambéry et à l'archevêché. L'église baroque Saint-Maurice d'Orelle, en Maurienne, renferme également nombre de ses peintures, dont 12 tableaux de 1865 représentant les apôtres et une huile sur toile monumentale représentant saint Maurice à cheval sur le maître-autel.
À partir de 1851, Jacques Guille enseignera le dessin au collège de Chambéry jusqu'en 1873.

## Œuvres
- Portrait d'un tailleur[2].
- Portrait de Mgr Alexis Billiet[3].
- Portrait du Chanoine Dolin[4].

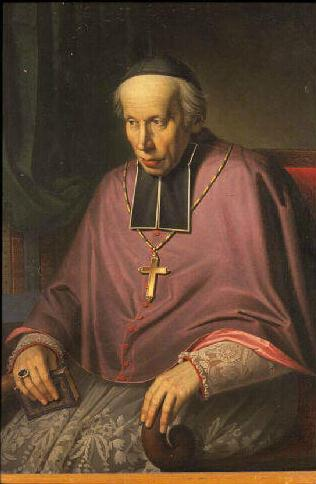
Le portrait de Mgr Billet, archevêque de Chambéry, 1860.

- Le Pain de Mai, cathédrale de Moûtiers.
- La Délivrance de Saint-Pierre, église de Saint-Pierre-de-Curtille.
- Singularise
- Saint-Maurice à cheval, maître-retable de l'église Saint-Maurice d'Orelle.